# Praz (Mont-Vully)
Praz (toponimo francese; in tedesco Matten, desueto) è una frazione del comune svizzero di Mont-Vully, nel Canton Friburgo (distretto di Lac).

## Storia
Nel 1850 è stata unita alle altre località di Chaumont, Nant e Sugiez, chiamate collettivamente fino al 1831 Commune générale des quatre villages de La Rivière, per formare il comune di Vully-le-Bas (dal 1977 Bas-Vully), il quale a sua volta il 1º gennaio 2016 è stato accorpato all'altro comune soppresso di Haut-Vully per formare il nuovo comune di Mont-Vully.